# Granyena de les Garrigues
Granyena de les Garrigues är en kommun i Spanien.   Den ligger i provinsen Província de Lleida och regionen Katalonien, i den östra delen av landet, 400 km öster om huvudstaden Madrid. Antalet invånare är 175. Arean är 20,5 kvadratkilometer. Granyena de les Garrigues gränsar till Alcanó, El Cogul, El Soleràs, La Granadella och Torrebesses. 
Terrängen i Granyena de les Garrigues är lite kuperad.